# Hermafrodito

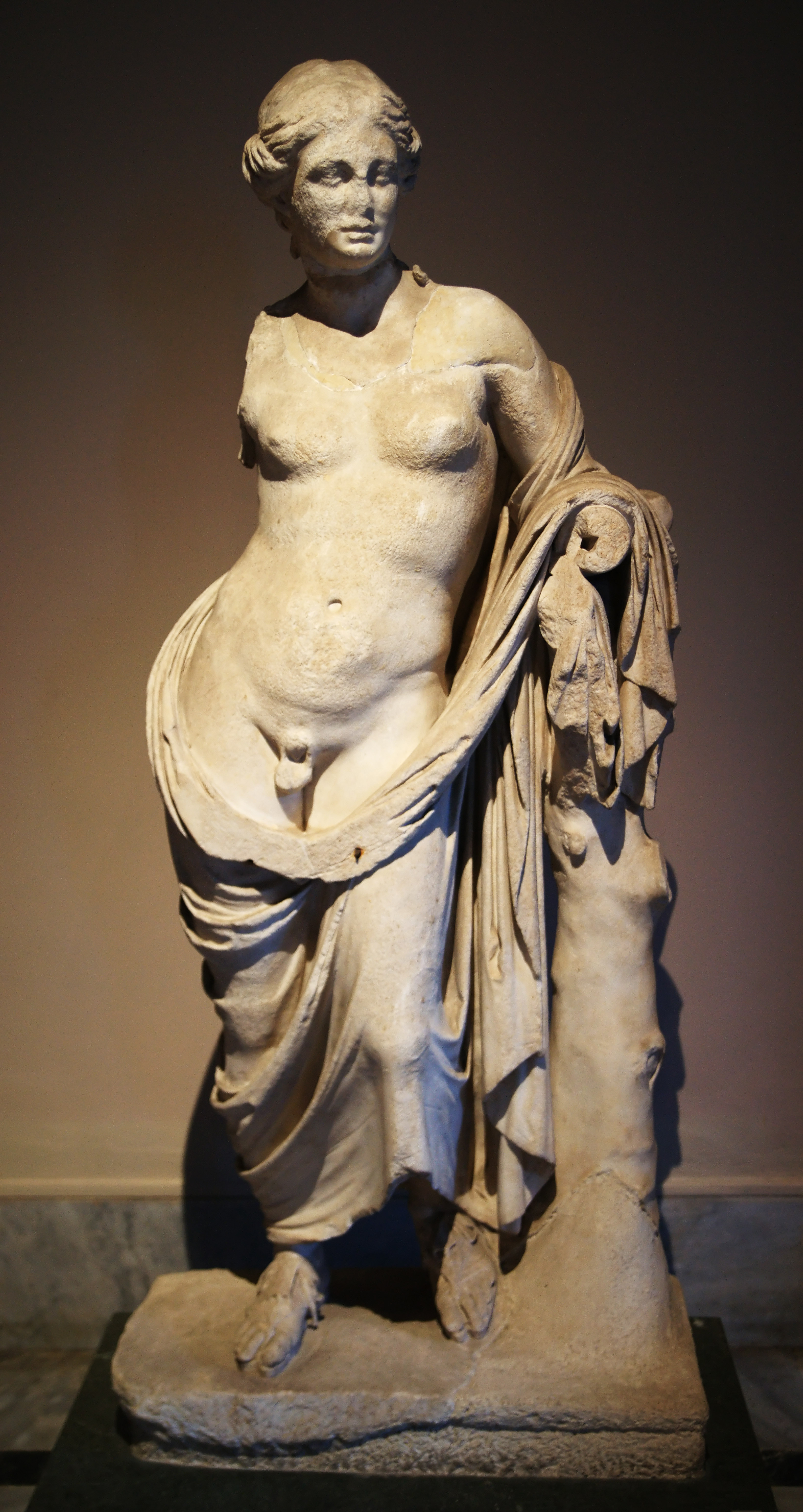
La escultura Hermafrodito de Pérgamo 300 a. C.

En la mitología griega Hermafrodito (en griego antiguo: Ἑρμαφρόδĩτος, latín: Hermaphrodītus) es un dios o un personaje cuya leyenda etiológica sirve para explicar el hermafroditismo. Por ser descendiente de Atlas Ovidio le llama Atlantíada,  e Higino Atlantio y además añade que fue uno de los efebos más bellos.  Otros dicen que fue amado por Dioniso.  La mención más antigua de Hermafrodito nos la ofrece Teofrasto quien sugiere una relación entre este personaje y el matrimonio.  Según Macrobio había en Chipre una estatua barbuda de Afrodita masculina, llamada Afrodito por Aristófanes. Filócoro, en su Ática (Ἀτθίς), identificó además a esta divinidad, en cuyos sacrificios hombres y mujeres intercambiaban vestimentas, con la Luna.

## Diodoro Sículo
Diodoro Sículo nos dice que nació de Hermes y Afrodita y recibió su nombre de la combinación del de sus dos progenitores. Unos dicen que es un dios que se manifiesta a los hombres en determinados momentos y que nació con una anatomía mixta, de hombre y de mujer. Tenía una belleza y una suavidad de cuerpo semejantes a las de una mujer, pero su virilidad y vigor eran propios de un hombre. Otros, sin embargo, sostienen que este tipo de criaturas son por su misma naturaleza monstruosas, y que, al venir al mundo rara vez, constituyen un presagio, unas veces de males y otras de bienes.  El autor satírico Luciano de Samosata también da a entender que Hermafrodito nació así, en lugar de convertirse más tarde en contra de su voluntad, y lo achaca a la identidad del padre del niño, Hermes.

## Estrabón
Estrabón nos dice que en Halicarnaso se encuentra la fuente de Salmacis, que tiene la mala fama de convertir a los que beben de ella en afeminados. Se cree que el afeminamiento de los hombres lo provocan el tipo de aire y de agua, pero no es esa la causa, sino la riqueza y el libertinaje en la forma de vida.

## Ovidio
Ovidio nos narra el relato más largo acerca de Hermafodito. Fue criado por las náyades en los antros del Ida. Su rostro era tal que se podría reconocer en él a su padre y a su madre. Cuando cumplió quince años, abandonó los montes paternos, dejando el Ida que lo había criado. Yendo de camino a Caria, en Halicarnaso, el exceso de calor de aquel día soleado le hizo aproximarse a un lago para refrescarse, y se lanzó a nadar desnudo. La náyade Salmacis o Salmácide, ninfa de aquel lago, al notar su presencia y observar su cuerpo desnudo, sintió una atracción inmediata hacia él y no tardó en desnudarse y acercársele para tratar de conquistarlo, pero el joven se resistió. Aun así, la ninfa no cejó en su empeño y, poco después, desde la fuente cercana a la que Hermafrodito se había acercado, Salmacis se abrazó a él fuertemente, lo arrastró al fondo y, mientras forcejeaba con él, suplicó a los dioses que no separaran sus cuerpos, diciendo: —¡Te debates en vano, hombre cruel! ¡Dioses! Haced que nada pueda jamás separarlo de mí ni separarme de él—. Los dioses, atendiendo su súplica, le concedieron su deseo y ambos cuerpos se fusionaron para siempre en un solo ser bisexuado. Hermafrodito suplicó a sus padres, los dioses, que cualquier joven que se bañara en aquel lago corriera su misma suerte. De esta forma, el lago arrebataría la virilidad a todo aquel que se bañara en él, tal como así se lo concedieron los dioses.

## Galería

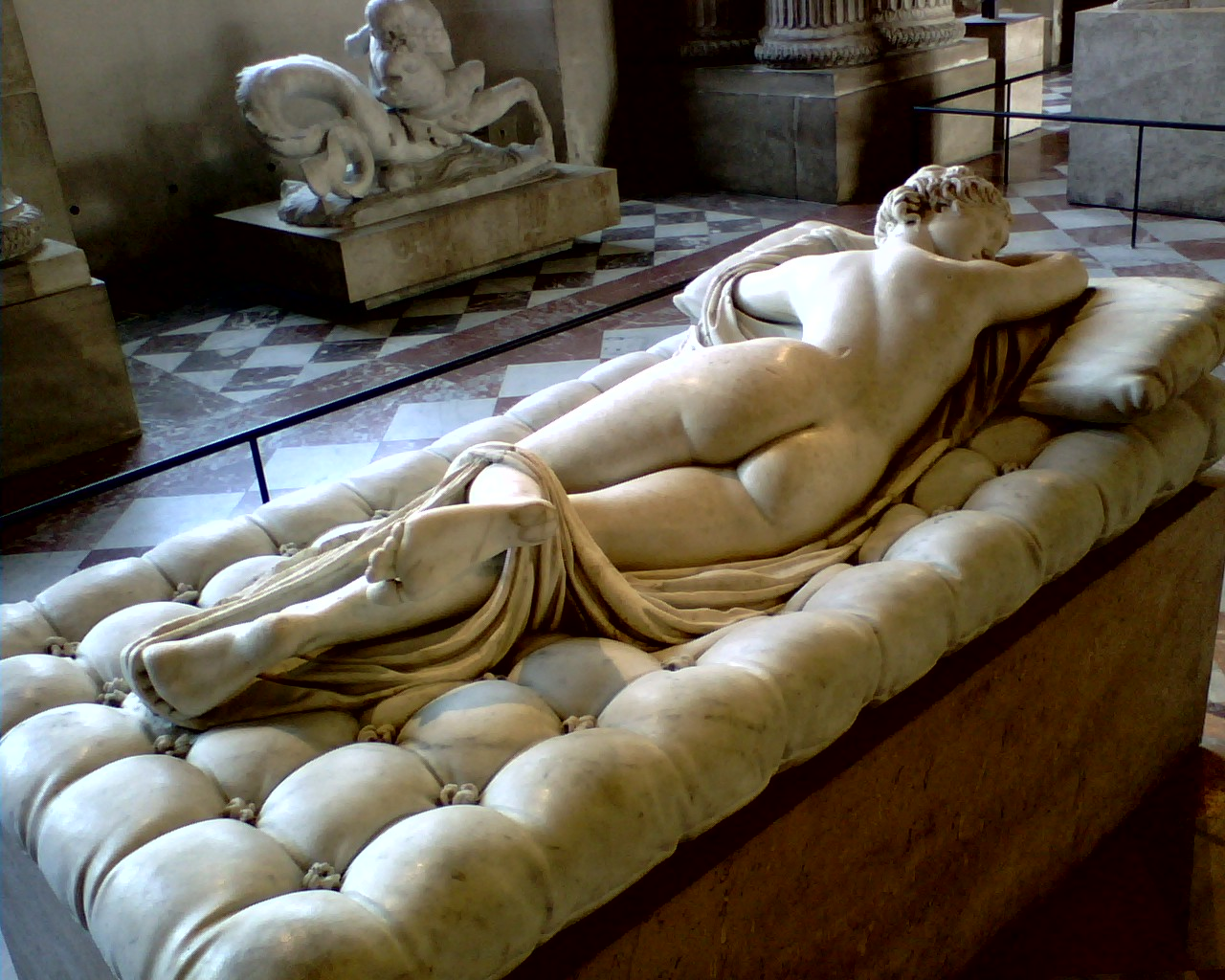
Hermafrodito durmiente: copia romana del siglo II de un original griego, Museo del Louvre.
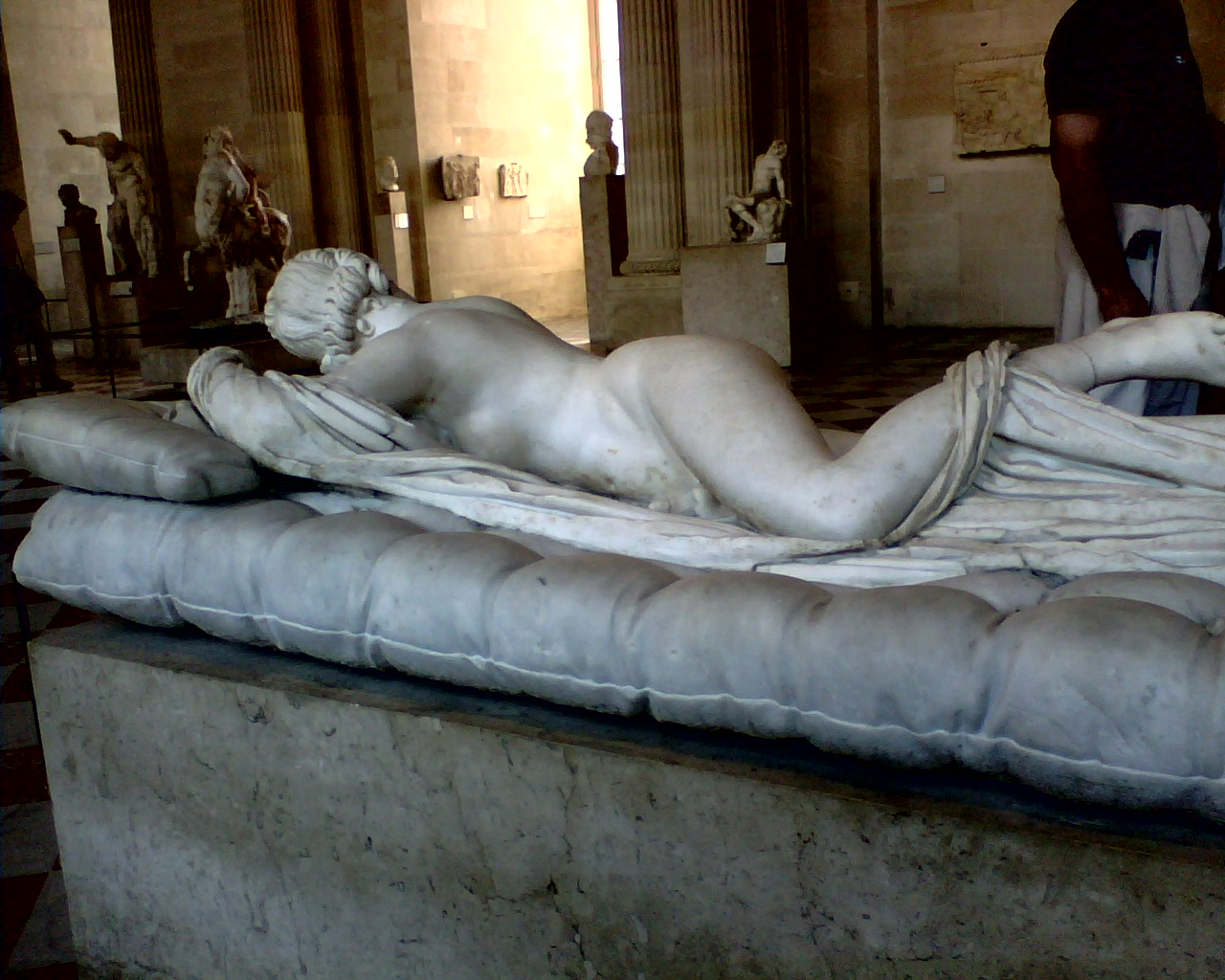
Hermafrodito durmiendo: vista de frente.
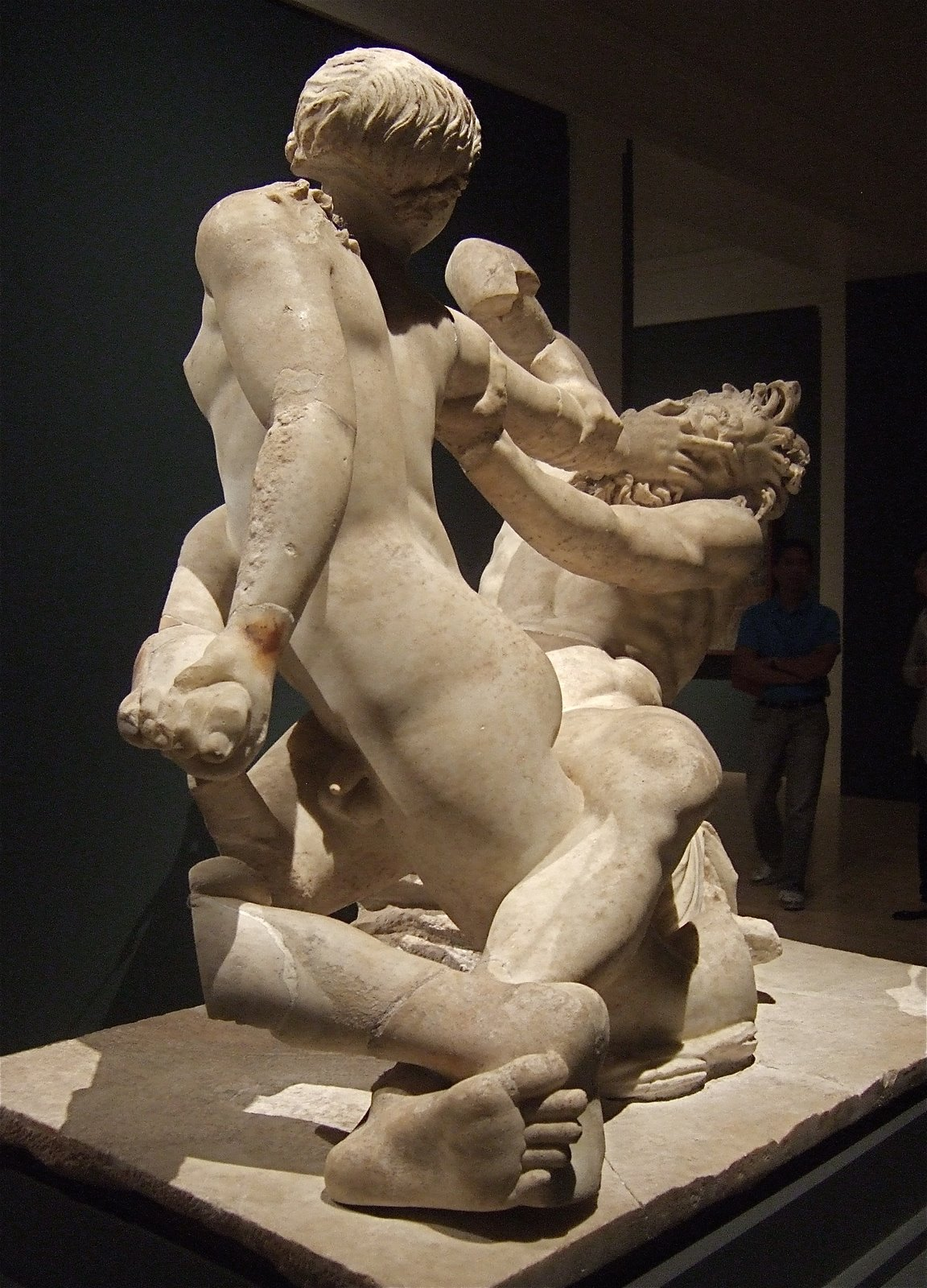
Hermafrodito peleando con un sátiro. Oplontis.
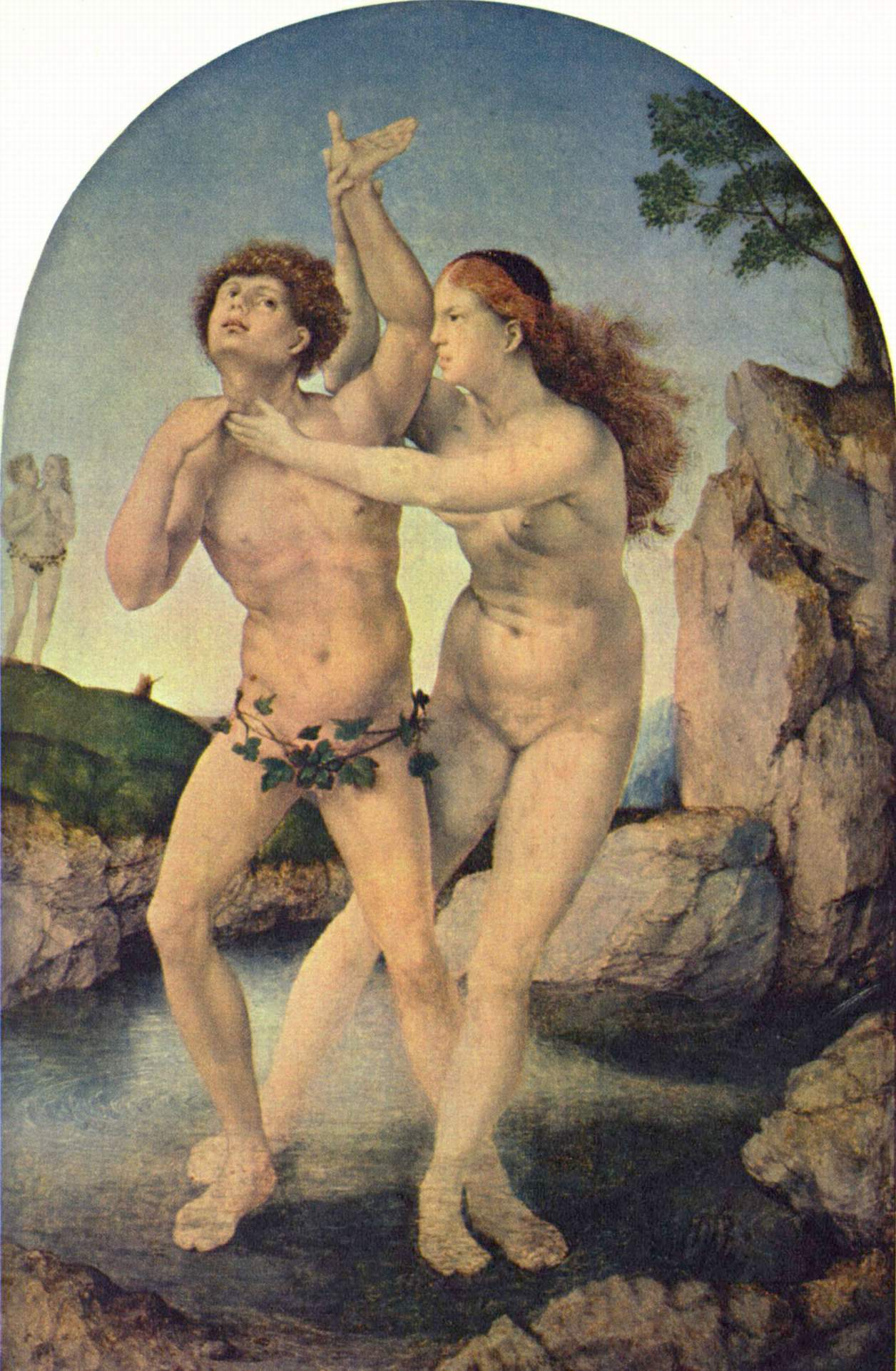
La metamorfosis de Hermafrodito y Salmacis, por Jan Gossaert (ca. 1517).